# Анархизм в России

Флаг зелёноармейцев

Анархизм в России — история анархистов в Российской империи, РСФСР , СССР  и Российской Федерации.

## До 1917
Крупнейшие идеологи анархизма М. А. Бакунин, а также П. А. Кропоткин были родом из Российской империи. Бакунин выступал за немедленное всенародное восстание рабочих масс. Многие из первых революционных народнических кружков интеллигентской молодежи в 1860-е-1870-е годы с энтузиазмом восприняли бакунинские идеи и стали пропагандировать анархизм (например, кружок А. В. Долгушина). С начала 1870-х годов стал анархистом и П. А. Кропоткин. Он был членом кружка «чайковцев» и осенью 1873 года составил для него программную «Записку». В ней идеалом будущего строя провозглашался «союз вольных коммун» без центральной государственной власти. В своих работах конца 1870-х — начала 1890-х годов XIX в. («Речи бунтовщика», «Завоевание хлеба», «Анархия, её философия, её идеал», «Государство и его роль в истории» и др.) Кропоткин изложил концепцию анархо-коммунизма. Он не считал народ готовым к немедленному революционному выступлению и говорил о необходимости создания анархистской партии.
В 1900 году в Женеве возникла «Группа русских анархистов за границей», издавшая воззвание с призывом к свержению самодержавия и социальной революции. Её лидерами были Мендель Дайнов, Георгий и Лидия Гогелия (Л. В. Иконникова). Супруги Гогелия в 1903 году в Женеве создали группу анархистов-коммунистов «Хлеб и воля», которой при поддержке П. А. Кропоткина, М. И. Гольдсмит и В. Н. Черкезова удалось в том же году организовать издание первого русского анархического печатного органа за границей — газеты «Хлеб и воля».
В 1900—1904 годах небольшие группы российских анархистов-эмигрантов появились также в Германии, США, Франции, Болгарии. В 1904 году эмигранты создали издательские центры, предназначенные для издания и распространения анархической литературы как за границей, так и в России: издательская группа «Анархия» (Париж, лидер — Б. Я. Энгельсон) и «Группа русских рабочих анархистов-коммунистов» (Лондон, лидер — Кропоткин).
В самой Российской империи анархистские группы появлялись весной 1903 года в Белостоке Гродненской губернии среди еврейской интеллигенции и ремесленных рабочих и летом — в г. Нежине Черниговской губернии, в среде учащейся молодежи. К концу 1903 года было уже 12 анархистских групп в 11 городах, а в 1904 году — 29 групп в 27 населённых пунктах. Центрами анархизма стали Белосток, Екатеринослав и Одесса.
Большинство анархистов Российской империи в это время были евреями. Заметной фигурой в процессе становления еврейского анархистского движения в Российской империи стал Ш.Х. Каганович, вернувшийся из эмиграции, где он стал идейным анархистом, в Белосток. Во второй половине 1904 года в Одессе состоялся съезд южнороссийских групп анархистов, на котором были определены цели и задачи анархистского террора и экспроприаций. На этом съезде был избран делегат на Лондонский форум анархистов-коммунистов, которым стал А.Г. Таратута, который на момент своего избрания находился за рубежом.
Число анархистских групп существенно возросло в период революции 1905-07 годов. В 1905 году их насчитывалось уже 125 (в 110 населённых пунктах), в 1906—221 (в 155 населённых пунктах), а в 1907 году действовало уже 255 групп в 180 населённых пунктах. В целом в 1903—1910 годы деятельность анархистов проявилась в 218 населённых пунктах империи. В эти годы в состав анархистских организаций по стране входило около 7 тыс. человек.
Накануне и в первые месяцы революции 1905 года большинство анархистских групп состояло из последователей теории П. А. Кропоткина, анархистов-коммунистов (хлебовольцев). Их задачи в революции были намечены на съезде в Лондоне (декабрь 1904 года). Целью действий анархистов-коммунистов объявлялась «социальная революция, то есть полное уничтожение капитализма и государства и замена их анархическим коммунизмом». Началом революции должна была явиться «всеобщая стачка обездоленных как в городах так и в деревнях». Главными методами анархистской борьбы в России провозглашались «восстание и прямое нападение, как массовое, так и личное, на угнетателей и эксплуататоров». Вопрос о совершении террористических актов должен был решаться только местными жителями в зависимости от конкретной ситуации. Формой организации анархистов должно было быть «добровольное соглашение личностей в группы и групп между собою». На этом съезде Кропоткин впервые сформулировал идею о необходимости создания в России анархической партии.
Наиболее видными идеологами и организаторами анархо-синдикализма в России были Я. И. Кирилловский (Д. И. Новомирский), Б. Н. Кричевский, В. А. Поссе. Д. И. Новомирский, возглавлявший в 1905—1907 годах организации синдикалистов в Одессе, в брошюрах «Программа синдикального анархизма», «Манифест анархистов-коммунистов», в уставе Всероссийского союза труда и программе «Южно-Русской группы анархистов-синдикалистов» последовательно изложил стратегию и тактику синдикалистов в России. Синдикалисты признавали только непосредственную, прямую борьбу рабочих с капиталом, а также бойкот, стачки, уничтожение имущества (саботаж) и насилие над капиталистами.
Появилось также такое направление, как анархо-индивидуализм (индивидуалистический анархизм). Его идеологами были А. Боровой, О. Виконт (В. Н. Проппер), Н. Бронский (Н. И. Бронштейн), выступавшие за абсолютную свободу личности. Боровой выступал против террора, считая, что идея насилия ведёт лишь к произволу и деспотизму. Разновидностью этого направления был мистический анархизм, который проповедовали поэты и писатели С. М. Городецкий, В. И. Иванов, Г. И. Чулков, Л.Шестов (Л. И. Шварцман), К.Эрберг (Сюнненберг), а также Лев Чёрный (псевдоним П. Д. Турчанинова), опубликовавший книгу «Новое направление в анархизме; ассоциационный анархизм» (1907). Он выступал за сочетание принципов коллективизма и индивидуализма, за создание политической ассоциации производителей, а основным методом борьбы с самодержавием он считал систематический террор.
К последователям индивидуалистического анархизма можно также отнести махаевцев (махаевистов), высказывавших враждебное отношение к интеллигенции. Идеологом этого направления был польский революционер Я. В. Махайский (он печатался под псевдонимами А.Вольский, Махаев), а наиболее известный его последователь — Е. И. Лозинский (Е.Устинов).

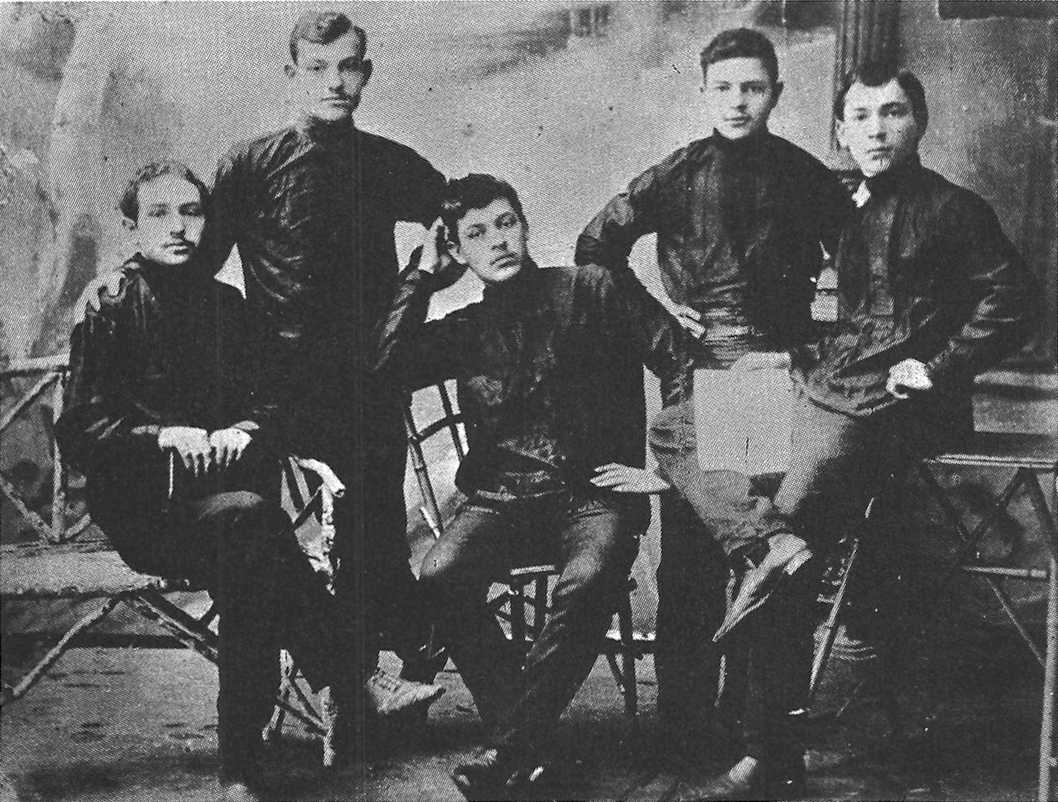
Чернознаменцы на встрече в Минске в 1906 году

В условиях революции 1905—1907 годов в российском анархо-коммунизме образовалось ещё несколько течений. Среди них выделялось Движение анархистов-коммунистов (безначальцев), возглавляли которое С. М. Романов (Бидбей) и Н. В. Дивногорский (Петр Толстой). Они выступали за террор и грабежи как способы борьбы и отрицали всякие нравственные устои общества. Осенью 1905 г. в анархо-коммунизме оформилось движение анархистов-коммунистов (чернознаменцев), организатором и идеологом которого был И. С. Гроссман (Рощин). Изданный им в Женеве в декабре 1905 года единственный номер газеты «Чёрное знамя» дал название этому направлению. Наиболее сильные группы чернознаменцев действовали на Северо-Западе и Юге России (Белосток, Варшава, Вильно, Екатеринослав, Одесса). Чернознаменцы выступали за следующую программу: «Постоянные партизанские выступления пролетарских масс, организация безработных для экспроприации жизненных припасов, массовый антибуржуазный террор и частные экспроприации». В конце 1905 года чернознаменцы раскололись на две группировки: безмотивных террористов во главе с В. Лапидусом (Стригой) и анархистов-коммунистов. Безмотивные террористы основной целью своей деятельности считали организацию «безмотивного антибуржуазного террора» путём индивидуальных покушений на представителей буржуазии не за какие-либо их действия (донос, провокаторство и т. д.), а просто за принадлежность к классу «паразитов-эксплуататоров». Сторонники же анархистов-коммунистов, высказывались за сочетание антибуржуазной борьбы с серией восстаний для провозглашения в городах и селах «временных революционных коммун».
Уже в 1904—1905 годах анархистский террор и экспроприации («эксы») стали значительным явлением. При этом многие, называвшие себя анархистами, совершали грабежи с целью личной наживы. Так, Нестор Махно, будучи с осени 1906 года членом «Гуляй-Польской группы анархистов-коммунистов» (село Гуляйполе Александровского уезда Екатеринославской губернии), в течение двух последующих лет занимался экспроприацией местных торговцев и промышленников.
В 1904 году в Гродненской губернии в местечке Крынки (близ Белостока) Нисан Фарбер нанес текстильному фабриканту А. Кагану несколько ударов кинжалом в шею «за неуступчивость в отношении стачечников». Фарбер затем продолжал борьбу и погиб, взорвав полицейский участок в Белостоке. 4 октября 1905 года в посёлке Амур (близ Екатеринослава) анархисты после увольнения 300 рабочих убили директора машиностроительного завода. Польский анархист-чернознаменец (группа «Интернационал») И. Блюменфельд в октябре 1905 года бросил бомбу в банковскую контору Шерешевского в Варшаве, а через месяц взорвав бомбы в ресторане «Бристоль», ранив при этом одного человека. Вскоре организация анархистов была ликвидирована, а 16 её членов были заключены в Варшавской цитадели. Варшавский генерал-губернатор Г. А. Скалон приказал казнить всех заключённых анархистов без суда и следствия, и они были расстреляны в январе 1906 года.
В 1906 году в западных и юго-западных губерниях России появлись первые группы Анархического Красного Креста, осуществлявшего помощь заключённым-анархистам.
В октябре 1907 года грузинские анархисты вместе с эсерами-федералистами, изъяли из казначейства в городе Душети Тифлисской губернии денег на сумму 250 тыс. рублей. Это был самый крупный «экс» анархистов в России в начале XX века.
В октябре — ноябре 1907 года анархисты различных групп провели городские конференции, наиболее крупная из которых состоялась в Киеве. В 1908 году действовало 108 групп анархистов в 83 населённых пунктах страны, в 1909 году их насчитывалось уже 57 в 44 городах, в 1910 — только 34 группы в 30 пунктах, в 1911 — всего 21 организация, в 1912 — 12, в 1913 — 9 и накануне Первой мировой войны — только лишь 7 групп. Члены Московской группы анархистов-коммунистов, в которую входило до 40 человек, в 1910—1911 годах проводили пропагандистскую работу среди рабочих и крестьян Московской, Костромской и Смоленской губерний, а также совершили ряд нападений на казённые винные лавки и почтово-телеграфные конторы.
В 1908 году в Женеве состоялась конференция русских анархистов-коммунистов, на которой произошло объединение членов групп «Буревестник», «старой» группы и редакции газеты «Хлеб и Воля» (во главе с Г. И. Гогелия) в Союз русских анархистов-коммунистов. На Первой объединительной конференции русских анархистов-коммунистов в Лондоне (28 декабря 1913 — 1 января 1914), было принято решение о создании Федерации анархо-коммунистических групп за границей и об издании первого федеративного печатного органа — газеты «Рабочий мир».
Первая мировая война привела к расколу среди российских анархистов. Кропоткин призывал к продолжению войны «до конца германского милитаризма», а анархисты-интернационалисты осуждали войну. К моменту Февральской революции общее число членов анархистских групп в Российской империи, вероятно, едва достигало 250—300 человек.

## 1917—1921
После революции, 13 марта 1917 года, членами семи анархистских организаций в Москве была создана Федерация анархических групп, в которую вошло около 70 человек, в основном из молодежи. Лидерами анархистов в Москве и Петрограде выступили П. А. Аршинов, В. В. Бармаш, А. А. Боровой, братья Абба и Владимир Гордины, И. С. Блейхман, Д. Новомирский, Л. Чёрный, Г. Б. Сандомирский, А. А. Солонович, Г. П. Максимов, В. С. Шатов, В. М. Эйхенбаум (Волин), Е. З. Ярчук. Вернулся в Петроград из эмиграции и Кропоткин. Важным консолидирующим фактором для анархистов стало появление газет «Анархия» (Москва) и «Буревестник» (Петроград).
Анархо-синдикалисты во главе с В. Волиным, Г. Максимовым и В. Шатовым выступали за замену государства федерацией профсоюзов (синдикатов), захват фабрик и заводов рабочими коллективами. Они установили контроль над профсоюзами металлистов, портовых рабочих, булочников, отдельными фабрично-заводскими комитетами.
Анархисты-коммунисты призывали к социальной революции, к свержению Временного правительства, указывали на необходимость «положить конец империалистической войне», а после создания Советов рабочих и солдатских депутатов (в частности, в Петрограде) стали добиваться допущения своих сторонников в них. Они выдвигали требования «убийства старых министров» и «выдачи патронов и оружия… так как революция не кончена».
С 18 по 22 июля 1917 года конференция анархистов Юга России в Харькове признала возможным вхождение сторонников анархии в Советы, но исключительно с информационной целью. Категорически против участия в Советах высказывались лишь анархисты-индивидуалисты.
Анархисты выделялись во время апрельского политического кризиса (19–21 апреля), выдвигая лозунг немедленного свержения Временного правительства; прославились захватом (в феврале), а затем и защитой от правительственных войск (в июне) дачи бывшего царского министра Дурново; подготовкой выступлений солдат 2–4 июля «с оружием в руках… для свержения 10 министров-капиталистов» и захвата фабрик и заводов. Кропоткин же был настроен более умеренно и принял участие в работе Государственного совещания в Москве 15 августа 1917 года.
Накануне октября 1917 года организации анархистов имелись почти в 40 городах страны, и во время Октябрьской революции анархисты участвовали в вооружённых столкновениях в Петрограде, Москве, Иркутске и других городах.
Вооружённые отряды московских анархистов к апрелю 1918 года самовольно заняли около 25 особняков. В ВЧК имелись сведения, которые впоследствии подтвердились, что ряд анархистских групп, на самом деле офицерские монархические организации, маскирующиеся под анархистов и готовящиеся к вооружённому выступлению. Также ряд «анархистских домов» находились под контролем савинковской подпольной организации. Помимо прочего, в самой анархистской среде муссировались слухи о скором их выступлении против советской власти. В ночь с 11 на 12 апреля ВЧК начала операцию по разоружению боевых отрядов анархистов («Чёрной гвардии»), встречая в некоторых местах вооружённое сопротивление. В результате данной операции было убито 40 анархистов, некоторых расстреляли на месте, кроме того было убито от 10 до 12 чекистов и красноармейцев.
Осенью 1918 г. в Москве по инициативе А. А. Карелина была воссоздана Московская федерация анархических групп и проведена работа по созыву I Всероссийского съезда анархистов-коммунистов. В 1919 г. в Москве была создана Всероссийская федерация анархической молодежи (ВФАМ), имевшая филиалы в 23 городах страны.
Объединением анархо-синдикалистов в это время был Союз анархо-синдикалистской пропаганды «Голос Труда», имевший отделения и издательства в Петрограде и Москве. Но уже в 1918 г. деятельность негативно настроенных по отношению к большевикам синдикалистов, издававших в Москве газету «Вольный голос труда», запретили, а компромиссно настроенной к большевикам части синдикалистов дали в августе-сентябре 1918 г. провести всероссийскую конференцию. Эта конференция избрала секретариат Всероссийской конфедерации во главе с Г. П. Максимовым и уже в ноябре-декабре 1918 г. провела II конференцию своих сторонников. Программные вопросы синдикализма в расширенном виде удалось обговорить только в апреле 1919 г. на III конференции и лишь в октябре 1920 г. был, наконец, опубликован проект устава Всероссийской конфедерации и принято решение о её образовании.
Осенью 1917 — весной 1918 г. братья Абба и Владимир Гордины обосновали идеологию пананархизма, базирующуюся на идее всеобщей и немедленной анархии. Осенью 1920 г. Гордин заявил о создании новой разновидности пананархизма — анархо-универсализма, соединявшего в себе основные положения различных направлений анархизма с признанием идеи мировой коммунистической революции.

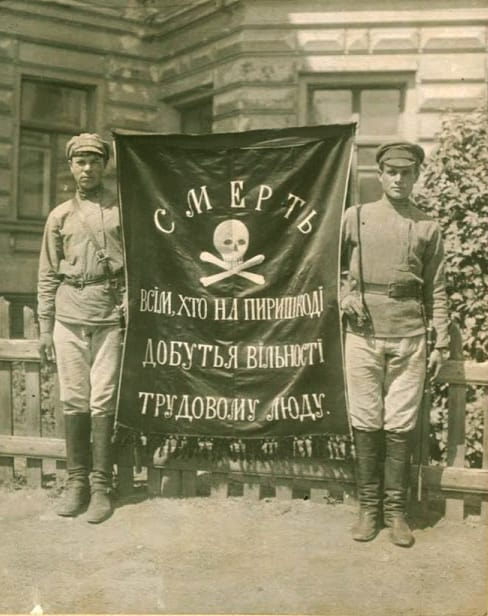
Один из лозунгов армии Н. И. Махно (укр. Смерть всем кто препятсвует получению свободы трудовому народу)

Нестор Махно, и некоторые другие крестьянские вожди анархистов в годы Гражданской войны создавали партизанские отряды, которые первоначально боролись за Советскую власть. В начале 1918 года серьезные силы анархистов Украины и России во главе с Марусей Никифоровой два месяца вели жестокие бои за Елисаветград,  пытаясь выйти на путь к Киеву, брали участие в уличных боях со сторонниками УНР и большевиков, а после осаждали город даже используя ядовитые газы, но были вынуждены отступить из-за сильного сопротивления горожан.
В тоже время отряды Махно (в дальнейшем — Революционная повстанческая армия Украины) разоружали казачьи эшелоны, возвращавшиеся с фронта на Дон и сражались с немецкими войсками, занявшими Украину по условиям Брестского мира. Затем Махно участвовал в военных действиях против Армии Украинской народной республики, а в дальнейшем — против Вооружённых сил Юга России. Одновременно Махно боролся против создания в контролируемых его отрядами районах комбедов и деятельности продотрядов, что привело его к конфликту с Советской властью.
В ноябре 1918 года в Курске украинские анархисты образовали группу «Набат» и приняли решение о создании единой конфедерации анархистских организаций Украины. Её оформление завершилось в апреле 1919 года в Елисаветграде. Лидеры этой конфедерации во главе с В. М. Волиным и П. А. Аршиновым вступили в контакт с Махно. Осенью 1920 года «набатовцы» попытались созвать анархический съезд в Харькове, но тут же были арестованы ЧК.
Анархисты также были причастны к организации в Москве взрыва в здании МК РКП(б) в Леонтьевском переулке в январе 1919 года, а в 1920—1921 годах участвовали в Кронштадтском и Тамбовском восстаниях.

## 1921—1988
В феврале 1921 года умер П. Кропоткин. Был создан Комитет анархических организаций по устройству похорон. Проводить Кропоткина в последний путь в Москве пришли тысячи людей. Для участия в похоронах ВЧК согласилось освободить из тюрьмы семерых арестованных анархистов, которые после похорон добровольно вернулись в тюрьму. После смерти Кропоткина верхушка анархистского движения раскололась на несколько направлений.

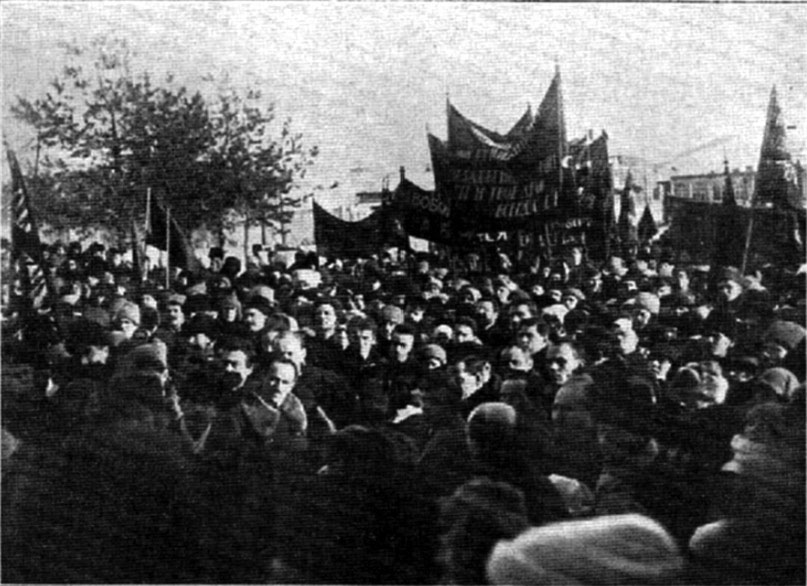
Похороны Кропоткина

В частности, в 1921 году появилась концепция биокосмизма (лидер — А. Ф. Агиенко), основными принципами и целями которого были максимальная свобода личности и её творчества вплоть до свободы передвижения в космосе, распространения влияния деятельности человека на всю Вселенную, достижения физического бессмертия, способности создавать и пересоздавать Вселенную, управлять временем, воскрешать умерших людей и т. д.
Свыше 20-ти видных анархистов было арестовано только в Москве в ночь с 7 на 8 марта 1921 г. в связи с Кронштадтским восстанием. Во время конгресса Коминтерна 4 июля 1921 года заключённые-анархисты в Таганской тюрьме объявили голодовку, требуя освобождения. В результате было решено освободить и выслать из страны 10 анархистов, включая В. М. Волина.
29 сентября 1921 года 10 заключённых-анархистов, включая Фаню Барон и Льва Чёрного, были расстреляны.
Значительное число анархистов заявило о кризисе движения, его перерождении и вступило в РКП(б). По данным партийной переписи 1922 года, в рядах РКП(б) насчитывалось 633 бывших анархистов. До конца 1920-х годов существовало анархо-синдикалистское издательство «Голос Труда», выпустившее в свет большое количество литературы.
Последним очагом легального анархизма в СССР был музей Кропоткина и действовавший при нём Всероссийский общественный комитет по увековечению памяти П. А. Кропоткина (ВОК), существовавший до 1939 года. В 1925 году А. М. Атабекян и его сторонники вышли из Кропоткинского комитета. А. А. Боровой в течение 1927 года неоднократно обращался к анархистам различных направлений, убеждая их вернуться в Комитет. Летом 1929 года в Москве были арестованы сторонники Борового (А. Андреев, В. Бармаш, Н. Рогдаев, Ф. Гецци и др.), а также И. В. Хархардин и другие остававшиеся на свободе анархисты. Большинство из них было отправлено в Верхнеуральский и Суздальский политизоляторы. Сам Боровой был сослан на 3 года в Вятку. Анархическая секция ВОК практически перестала существовать.

## После 1988

Традиционный красно-чёрный флаг анархо-синдикалистов и анархо-коммунистов, используется и в России

В период Перестройки, в конце 1980-х годов, в результате уменьшения репрессий анархистское движение в СССР стало возрождаться. Конфедерация анархо-синдикалистов (КАС) была основана в январе 1988 года. Среди наиболее активных участников можно выделить Андрея Исаева, Игоря Подшивалова, Александра Шубина, Владлена Тупикина. Основной лозунг: «Власть народам, а не партиям!». Они издавали популярный неформальный журнал «Община» (вышло 49 номеров и ряд спецвыпусков, редакторы — Исаев, Шубин).
Помимо «Общины» в это время издавалось более дюжины изданий — газеты «Воля», «Здравый смысл» (Москва), «Набат» (Харьков), «Солнце» (Нижний Новгород) и другие. Активисты КАС в августе 1991 года соорудили и защищали баррикаду у «Белого дома». Начиная с 1995 года КАС малозаметна. С конца 1990-х годов фактически не существует, хотя отдельные территориальные образования продолжают использовать название и символику (в частности, Иркутская организация КАС).

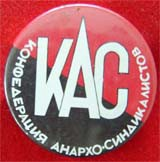
Значок конфедерации анархо-синдикалистов. Использовался как членский билет в период существования организации.

Значительная часть анархистов и организаций анархистов выступала за путь к анархии через возвращение к капитализму и буржуазной демократии[какие?]; другая, тоже очень значительная часть анархистов[какие?], придерживались пути к анархии «напрямую», без реставрации капитализма — через устранение диктатуры КПСС, переход к многопартийной советской демократии с участием в органах власти анархистов и коммунистов, отстранение от власти обуржуазившейся клики номенклатуры, проведение демократизации и децентрализации власти, переход к добровольному коммунному советскому самоуправлению и объединению профсоюзов.
В 1995 году была создана Конфедерация революционных анархо-синдикалистов (КРАС-МАТ). В 2002 году была создана организация либертарных коммунистов «Автономное действие», которая к 2016 году перестала существовать в формате организации и трансформировалась в медиа-проект.
В августе 2013 года на XII съезде «Автономного действия» случился внутриорганизационный конфликт, переросший в раскол организации. Несколько месяцев в России действовали две организации, носящие название «Автономное действие» и стоящие на сходных либертарно-коммунистических позициях. Однако 27 октября 2013 года отколовшаяся часть участников приняла название «Автономное Действие (Социал-Революционное)» (АДСР)(позднее данная организация была переименована в «Народную самооборону»).
Челябинским областным судом 12 сентября была признана * Террористической организацией, запрещенной в России*.